# Leandro Benegas
Leandro Iván Benegas (ur. 27 listopada 1988 w Mendozie) – chilijski piłkarz pochodzenia argentyńskiego występujący na pozycji napastnika, od 2025 roku zawodnik O’Higgins.
W 2018 roku otrzymał chilijskie obywatelstwo.